# Кюбауэр, Дитмар
Ди́тмар Кюба́уэр (нем. Dietmar Kühbauer; род. 4 апреля 1971[…], Хайлигенкройц, Баден) — австрийский футболист, полузащитник; тренер.

## Карьера игрока
Дитмар Кюбауэр дебютировал в австрийской Бундеслиге в возрасте 16 лет в составе клуба «Адмира Ваккер» и выступал в команде на протяжении 5 лет, после чего состоялся его переход в венский «Рапид», с которым он выиграл чемпионат.
В 1997 году в его жизни произошла трагедия, его беременную жену сбила машина, и, несколько дней пролежав в коме, она скончалась.
После тяжёлого потрясения он принял решение уехать за границу, чтобы начать играть заново. Там он играл в испанской Ла Лиге за «Реал Сосьедад», а в 2000 году решил попытать счастья в немецкой Бундеслиге, подписав контракт с клубом «Вольфсбург», за который провёл 49 игр, забив 8 голов.
Спустя два года он вернулся на родину, где в составе «Маттерсбурга» закончил карьеру игрока. За свою футбольную карьеру он провёл 546 игр и забил 74 гола.

## Карьера тренера
18 ноября 2008 года Дитмар начал тренерскую карьеру, подписав контракт с «Тренквальдер Адмира». Он показывал неплохие результаты с резервной командой и благодаря этому попал в главный клуб, который вывел в элитный дивизион. Возглавлял «Адмира Ваккер» с 2010 по 2013 год.

## Достижения
«Рапид» (Вена)
- Чемпион Австрии: 1996
- Обладатель Кубка Австрии: 1995

«Маттерсбург»
- Победитель первой лиги Австрии: 2003
- Финалист Кубка Австрии: 2006, 2007